# Far da Ponta do Sinó
El far da Ponta do Sinó és un far a l'extrem sud de l'illa de Sal, al nord-est de Cap Verd, que es troba a 400 metres al nord de Ponta do Sinó i al voltant de 2 km al sud-oest del centre de Santa Maria. Fins a 2003 a l'àrea no hi havia res més que petits arbustos i camins de terra, a principis dels anys 2010, nous hotels i viles (la més propera està hotel riu Funana (titulat com Riu funana, en forma criolla, el nom és d'etimologia africana) desemboca al nord del far i el límits municipals inclouen el far i la porció sencera.
La torre és quadrangular i de 9 metres d'alçada, i està feta de formigó, té una escala exterior i compta amb una llanterna. Tot l'exterior està pintat de blanc.

## Sobre el far
- Ús actual: Actiu a la navegació
- Accés: una petita carretera, secció que queda d'un camí de terra, lligat amb una carretera que connecta a l'Hotel Riu Riu Funana.
- Ús públic: Àrea oberta, far tancat